# Giosuè Poli
Giosuè Poli (Molfetta, 20 febbraio 1903 – Bari, 5 aprile 1969) è stato un dirigente sportivo, giornalista, atleta e calciatore italiano, di ruolo attaccante.
Fra i pionieri dello sport in Puglia, fu dapprima un atleta poliedrico, poi un importante dirigente sportivo per il Calcio e l'Atletica con svariati ruoli a livello sia regionale che nazionale, arrivando ad essere infine presidente nazionale FIDAL dal 1961 al 1969. 
Il suo nome è spesso etichettato, soprattutto dalle fonti a lui contemporanee, con l'appellativo di Capitano o Cap. puntato, titolo conseguito in gioventù.

## Biografia
Nato a Molfetta in una famiglia di imprenditori locali, praticò lo sport fin da giovanissimo seguendo l'esempio del fratello Paolo. Nel 1917, nel pieno della grande guerra, fu tra i principali fondatori nella sua città d'origine, della polisportiva "Unione Sportiva Fulgor", poi Molfetta Sportiva. In gioventù praticò diversi sport, raggiungendo in alcuni, come calcio e atletica, alti livelli negli anni venti. Nel 1922, per sua iniziativa fu realizzato a Molfetta, sul terreno che fu della vetreria paterna, il campo comunale di calcio e atletica intitolato proprio al fratello Paolo, caduto in guerra e decorato con medaglia d'argento al valore militare: lo stadio Paolo Poli.
A inizi anni trenta si diplomò "Capitano di lungo corso" all'Accademia navale di Livorno, titolo che da quel momento in poi gli valse il consueto appellativo di Capitano.

### Vita privata
Si sposò nel 1934 con la pianista e compositrice Olga Ribera, di famiglia ispano-napoletana, da cui ebbe una figlia, Vera. Con la moglie entrò a far parte del gruppo intellettuale di Castelrotto.

## Carriera

### Atleta

Poli esegue un saggio di salto in alto, negli anni venti.

Praticò quasi tutte le discipline dell'atletica leggera: la marcia, i lanci, i salti, le corse di velocità e di mezzo fondo; gareggiò inoltre anche nel nuoto e nel pugilato. Condivise e applicò i nuovi metodi di allenamento per l'atletica, propugnati negli anni 1925-27 dal professor Sorrentino di Ancona, sotto la cui direzione partecipò agli allenamenti di specializzazione con i maggiori campioni di atletica del tempo.
Giosuè si classificò secondo ai Campionati italiani assoluti di Decathlon di Torino, del 1926 (totalizzò 4155,42 punti). Nel 1927, ai campionati pugliesi di atletica leggera disputò 14 delle 19 gare previste, conquistando 8 titoli individuali. Nel 1928, a Napoli, si laureò campione italiano juniores di Pentathlon.
Negli anni trenta interruppe l'attività agonistica a causa di una malattia, divenendo poi dirigente tecnico.

### Calciatore
Di ruolo attaccante centrale, fu leader dalla squadra di calcio dell'Unione Sportiva Fulgor quando questa non disputava ancora competizioni ufficiali della FIGC. Negli anni venti militò in Prima Divisione, progressivamente declassata, nel Bari e nel Foggia; con i satanelli realizzò i goal delle vittorie nei derby della stagione 1927-1928 contro il Liberty di Bari, 2-1 (sue entrambe le reti), e 1-0 sul Taranto. Tornò poi a giocare nella Fulgor, nel frattempo divenuta U.S. Molfetta, nelle serie minori.

### Dirigente sportivo
Durante gli anni trenta e quaranta, fino alla fine del secondo conflitto mondiale, Poli fu allenatore della squadra femminile di atletica leggera; fu inoltre giudice arbitro Fidal dal 1939, e vice-presidente della Federazione Atletica Pesante dal 1941 al 1943. Nel 1940 era stato componente del Comitato CONI della provincia di Bari.
Al contempo, negli anni trenta per la FIGC fu consigliere nazionale, dirigente delle sezioni Propaganda e presidente del Direttorio XIV Zona-Puglie; rimase alla guida del Comitato pugliese FIGC come reggente, anche dopo la liberazione del Sud Italia dagli Alleati, dimettendosi nella primavera del 1945 per disaccordi con la FIGC di Roma nella gestione del Campionato nazionale misto. In tali ruoli era apprezzato per le capacità organizzative.
Impegnatosi per la ripresa delle attività sportive nei mesi finali della guerra, nel 1944 Giosuè istituì a Bari, con altri dirigenti il "Centro Nazionale di Ricostruzione Sportiva", rivelatosi, almeno a livello regionale, abbastanza efficace.
Dal 1946 al 1961 fece parte del Consiglio federale della FIGC; per la stessa federazione fu eletto presidente della Lega Regionale pugliese nonché componente del Comitato tecnico della nazionale azzurra. Sempre dal 1946, e fino alla sua scomparsa, fu delegato del comitato provinciale CONI di Bari.
Da Responsabile seguì la squadra nazionale di atletica leggera alle Olimpiadi di Roma del 1960. Dapprima nominato vice presidente della FIDAL (tra il 1946 e il 1952, e tra il 1957 al 1960), nel 1961 fu eletto presidente nel XVI Congresso nazionale, poi riconfermato nel 1965 e nel 1969, rimanendo in carica fino al suo decesso. Come presidente Fidal ottenne la costituzione dei Centri di Addestramento Giovanili. Quale dirigente della nazionale atletica e presidente federale, presiedette a quattro olimpiadi.

### Giornalista e saggista
Fu fin da giovanissimo giornalista della Gazzetta dello Sport, per cui raccontò le realtà sportiva del meridione (fra cui l'impatto del passaggio del Giro d'Italia), poi continuando l'attività nel corso degli anni anche con altre riviste sportive italiane di settore. Fu inoltre collaboratore saggista della Gazzetta del Mezzogiorno e della rivista sportiva barese tri-settimanale Cine-Sport, e direttore della rivista "Atletica". Considerava la stampa un efficiente mezzo di propaganda dello sport e dei valori a esso legati. Scrisse due libri.

#### L'archivio Poli
Nel Palazzo Fizzarotti di Bari è conservato, presso la sede della Fondazione H.E.A.R.T., l'"archivio Poli", una sorta di raccolta di scritti, corrispondenze, articoli e fotografie vari, datati dal 1904 al 1968, che Giosuè acculumulò negli anni. Questa raccolta testimonia la vita del vecchio proprietario, le vicende sportive sia da atleta che da tecnico e dirigente, e l'evoluzione della società e dello sport in quei periodi. Nel 2001, quest'archivio è stato dichiarato dalla Soprintendenza Archivistica per la Puglia di notevole interesse culturale per la sua ricchezza documentale.

## Palmares
1926
- Argento Campionato italiano assoluto di Decathlon

1928
- Oro Campionato italiano juniores di Pentathlon

## Opere
- Avventure e viaggi. Novelle. Gastaldi, Milano, 1953
- La fuga nel tempo - Lo sport nella mia vita. Editoriale Olimpia, Firenze, 1965

## Riconoscimenti
Dal 1974 è stato istituito in suo onore il "Memorial Poli", meeting nazionale di atletica leggera divenuto tradizionale evento sportivo italiano per l'esibizione e il lancio di atleti.
Il comune di Molfetta gli ha intitolato il locale palazzetto dello sport, usualmente chiamato PalaPoli.